# 富豪B8R
富豪B8R是一款由富豪巴士於2013年推出的旅遊巴士底盤，用於取代B7R及B9R客車底盤。B8R配有7.7公升的富豪D8K柴油引擎，達到歐盟六期排放標準。
歐洲地區使用的B8R大部分都裝配富豪車廠設計的8900型車身，也有配上富豪9500車身或富豪9700車身。
富豪車廠除了推出B8R客車底盤，也為城市巴士市場開發低地台版本的富豪B8RLE，用於取代B7RLE及B9RLE。

## 引擎
B8R有兩種富豪車廠自家開發的柴油引擎可以選配，分別為D8C和D8K，氣缸容積為7698cc，兩款皆為直列六氣缸的渦輪增壓柴油引擎。
- D8K，7698cc，直列六氣缸渦輪增壓柴油引擎（2013年－現在）
  - D8K280 - 206千瓦 (280匹), 1050 Nm, 歐盟六型
  - D8K320 - 235千瓦 (320匹), 1200 Nm, 歐盟六型
  - D8K350 - 258千瓦 (350匹), 1400 Nm, 歐盟六型
- D8C，7698cc，直列六氣缸渦輪增壓柴油引擎（2017年－現在）
  - D8C250 - 186千瓦 (250匹), 950 Nm，歐盟三型／歐盟五型
  - D8C330 - 246千瓦 (330匹), 1200 Nm， 歐盟三型／歐盟五型

## 外部連結
- 维基共享资源上的相關多媒體資源：富豪B8R
- Introduction （页面存档备份，存于） Volvo Buses